# 1836 en philosophie
Chronologie de la philosophie
- 1832
- 1833
- 1834
- 1835
- 1836
- 1837
- 1838
- 1839
- 1840

L’année 1836 a été marquée, en philosophie, par les événements suivants :

## Publications
- Filosofia della musica, de Giuseppe Mazzini.

## Décès
- 9 mars : Antoine Destutt de Tracy, philosophe français, né en 1754, mort à 81 ans.
- 7 avril : William Godwin, philosophe anglais, né en 1756, mort à 80 ans.
- 23 juin : James Mill, philosophe écossais, né en 1773, mort à 63 ans.
- 11 novembre : Vincenzo Corrado, philosophe italien, né en 1736, mort centenaire.
- 20 décembre : Paolo Costa, philosophe italien, né en 1771, mort à 65 ans.